# Mampato: Morgana la hechicera
Morgana la hechicera es el cuarto libro de las aventuras del personaje Mampato, creado por el dibujante Themo Lobos.
El libro es la secuela de la aventura La Corte del Rey Arturo, en el cual Mampato y su amigo Ogú viajan a Camelot, en la época del mítico Rey Arturo. 
En el libro Morgana la hechicera, la malvada hechicera Morgana quiere destruir a Mampato, y para esto secuestra a su amigo Ogú, y así usarlo de carnada para atraer a Mampato a su castillo y así asesinarlo. a esto se suma a que Inglaterra es invadida por los sajones, y mientras lucha para salvar a Ogú, deberá también luchar por la libertad de Inglaterra.
- Datos: Q5990948